# PDB Server
El Chess Problem Database Server o PDB Server es una base de datos en línea de problemas de ajedrez de todos los tipos mantenida por Gerd Wilts. 
La base de datos incorpora la colección de John Niemann y el trabajo de muchos contribuyentes. La base de datos tiene 144.659 problemas (en agosto de 2007). Los problemas se representan gráficalmente con soluciones y comentarios.